# Jerome Randle
Jerome J. Randle (ur. 21 maja 1987 w Chicago) – amerykański koszykarz, występujący na pozycji rozgrywającego, posiadający także ukraińskie obywatelstwo, obecnie zawodnik Budiwelnyka Kijów.
Przez lata występował w rozgrywkach letniej ligi NBA. reprezentował Washington Wizards (2010), Orlando Magic (2010), Memphis Grizzlies (2012), Los Angeles Clippers (2013), Milwaukee Bucks (2015). Zaliczył też obóz przedsezonowy z Dallas Mavericks w 2011.
Jego młodszy brat Jamie jest także koszykarzem.
2 października 2019 po raz kolejny w karierze został zawodnikiem Adelaide 36ers.
24 lutego 2020 został zawodnikiem Montakit Fuenlabrada. 19 listopada 2021 dołączył do ukraińskiego Budiwelnyka Kijów.

## Osiągnięcia

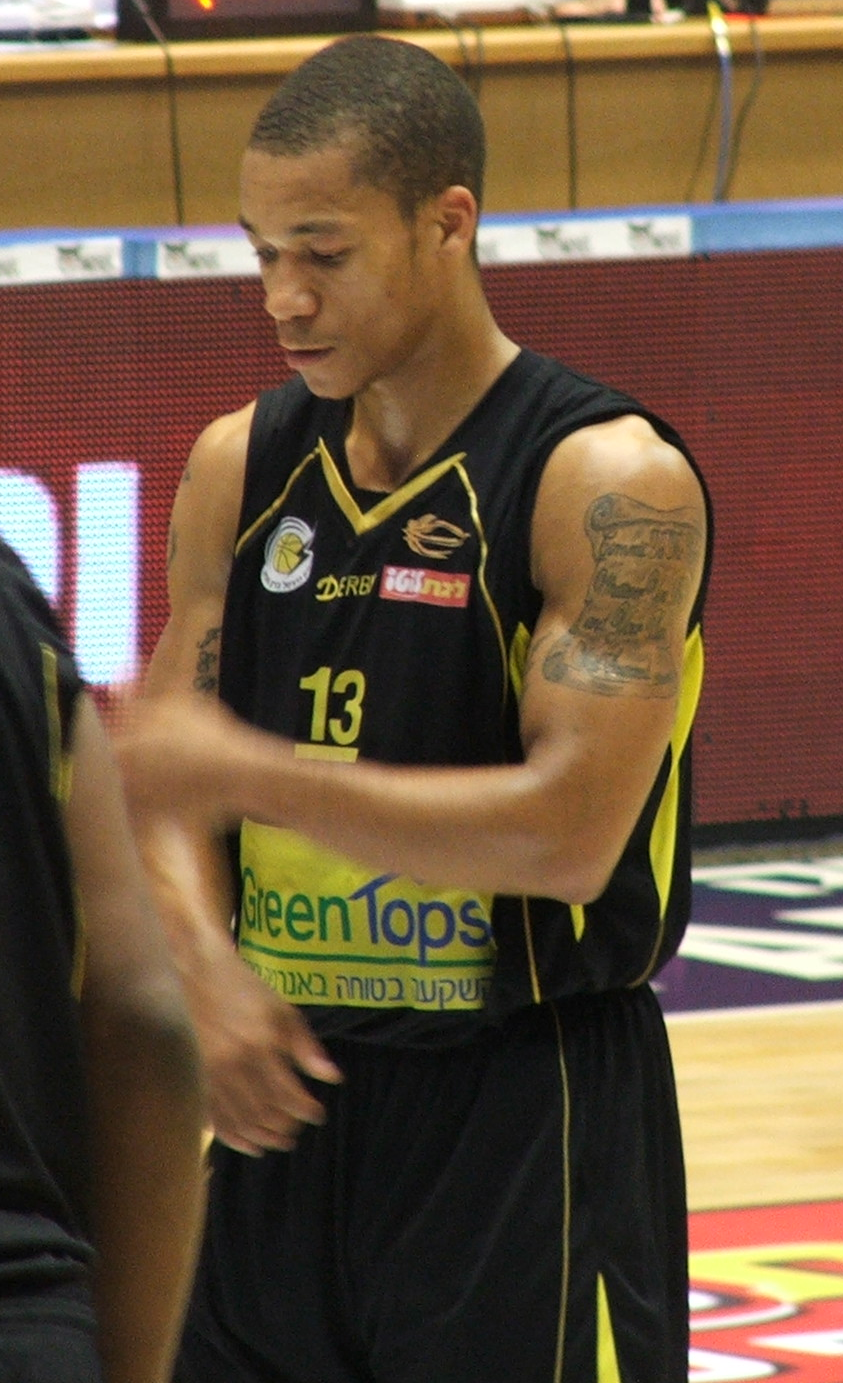
Randle w barwach Barak Netanya w spotkaniu z drużyną, z Tel Awiu (31.10.2011)

Stan na 20 listopada 2021, na podstawie, o ile nie zaznaczono inaczej.
NCAA
- Uczestnik turnieju NCAA (2009, 2010)
- Mistrz sezonu regularnego konferencji Pac 10 (2010)
- Zawodnik roku konferencji Pac-10 (2010)[7]
- MVP:
  - meczu gwiazd NCAA - Reese's College Division I All-Star Game (2010)
  - turnieju Portsmouth Invitational (2010)
- Zaliczony do:
  - I składu:
    - Pac-10 (2009, 2010)
    - turnieju:
      - Pac-10 (2010)
      - Coaches vs. Classic (2010)

  - IV składu All-American (2010 przez Sporting News)
  - składu honorable mention All-American (2010 przez Associated Press)
  - Galerii Sław Konferencji Pac-12 (styczeń 2017)
- Uczestnik meczu gwiazd NCAA - Reese's College Division I All-Star Game (2010)
- Laureat medalu konferencji Toma Hansena (2010)

Drużynowe
- Mistrz Litwy (2016)

Indywidualne
- MVP:
  - australijskiej ligi NBL (2017)
  - finałów ligi litewskiej (2016)
  - miesiąca NBL (2016)
  - kolejki ligi ukraińskiej (19 – 2011/2012)
- Zaliczony do:
  - I składu:
    - NBL (2016, 2017)
    - półfinałów ligi ukraińskiej (2012)

  - II składu NBL (2018, 2019)
- Uczestnik meczu gwiazd ligi tureckiej (2011)
- Lider:
  - strzelców NBL (2016, 2018)
  - NBL w asystach (2017, 2018)

Reprezentacja
- Uczestnik mistrzostw Europy (2015 – 22. miejsce)[8]